# Académie Yuelu
L'académie Yuelu (chinois : 岳麓书院 ; pinyin : Yuèlǔ Shūyuàn), aussi appelée académie Yuelu des études classiques, est l'une des quatre plus prestigieuses académies chinoises des dernières 1 000 années. Située à Changsha au Hunan, l'académie est un centre culturel et intellectuel depuis sa fondation en 976 durant la dynastie des Song du Nord. L'académie devient l'institut des hautes études du Hunan en 1903. Elle est plus tard renommée collège normal du Hunan, école polytechnique publique du Hunan, et finalement université du Hunan (en) en 1926.

## Histoire
L'académie est fondée en 976, la 9e année de la dynastie Song sous le règne de l'empereur Kaibao, et est l'une des quatre plus prestigieuses shuyuan (en) (académies d'études supérieures). Les fameux confucianistes Zhu Xi et Zhang Shi (en) ont fait des conférences dans cette académie.
Durant la dynastie Qing, l'académie inculque une philosophie ascétique d'auto-examen et se voue à sauver le monde de la décadence des temps récents. L'académie reste loyale à l'école néoconfucianiste de la dynastie Song qui met l'accent sur l'auto-culture morale, la solidarité dans la communauté, et la hiérarchie sociale. Parmi les étudiants notables se trouve le lettré Qing Wang Fuzhi. Cependant, au début du XIXe siècle, les lettrés de l'académie ne voient plus d'opposition à se dévouer à des études plus pratiques comme les techniques d'arts martiaux, l'économie politique, les travaux hydrauliques, et la gestion de la bureaucratie. Ils appellent ces études jingshi (« habileté politique »), par les caractères jing (« gestion ») et shi (« choses », ou « monde »). Les diplômés du début du XIXe siècle forment ce qu'un historien appelle un « réseau d'étudiants messianiques ». Parmi eux se trouvent Tao Zhu (en), qui réforme le système de transport des grains et le monopole du sel par l'État, Wei Yuan, qui compile des œuvres sur la géographie de l'occident, les exploits des campagnes expansionnistes Qing, et la collection de base des essais de politique, Bao Shichen, et surtout, Zeng Guofan, architecte de la restauration de Tongzhi. Durant le XIXe siècle étudient à l'académie Zuo Zongtang, un fonctionnaire réformiste, Hu Linyi (en), Guo Songtao (en), le premier ambassadeur chinois dans un pays étranger, Cai E, un défenseur de la République de Chine.
En 1903, l'académie devient une université, et en 1926, elle est officiellement nommée université du Hunan (en).
L'académie est la seule des anciennes académies chinois d'études classiques à être devenu une institution moderne d'études supérieures. Sa transformation historique en université est emblématique du développement des études supérieures en Chine, un changement qui reflète les vicissitudes du système éducatif de la République populaire de Chine. L'académie est aujourd'hui un centre des publications et de la recherche.

## Galerie

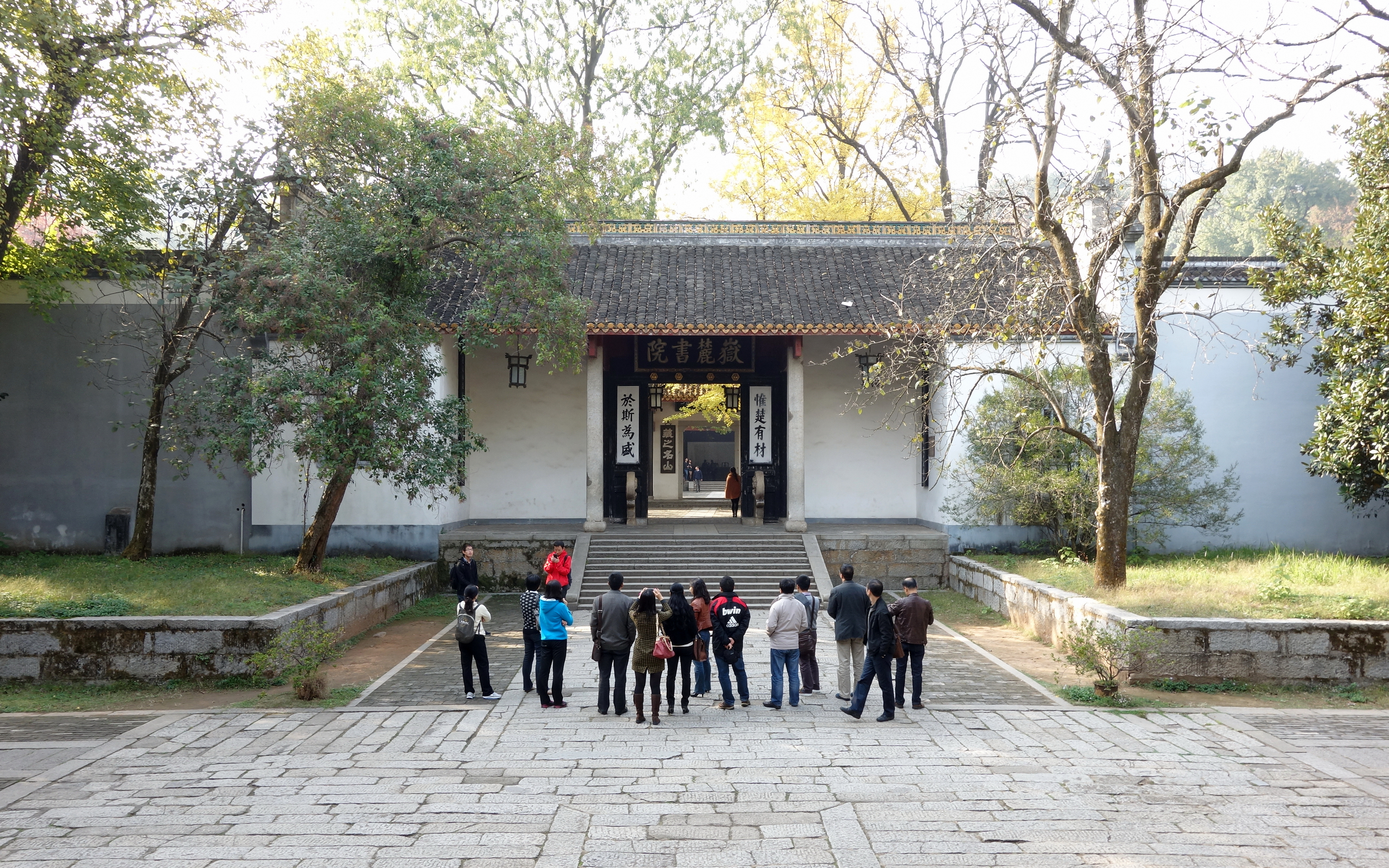
Entrée de l'académie Yuelu
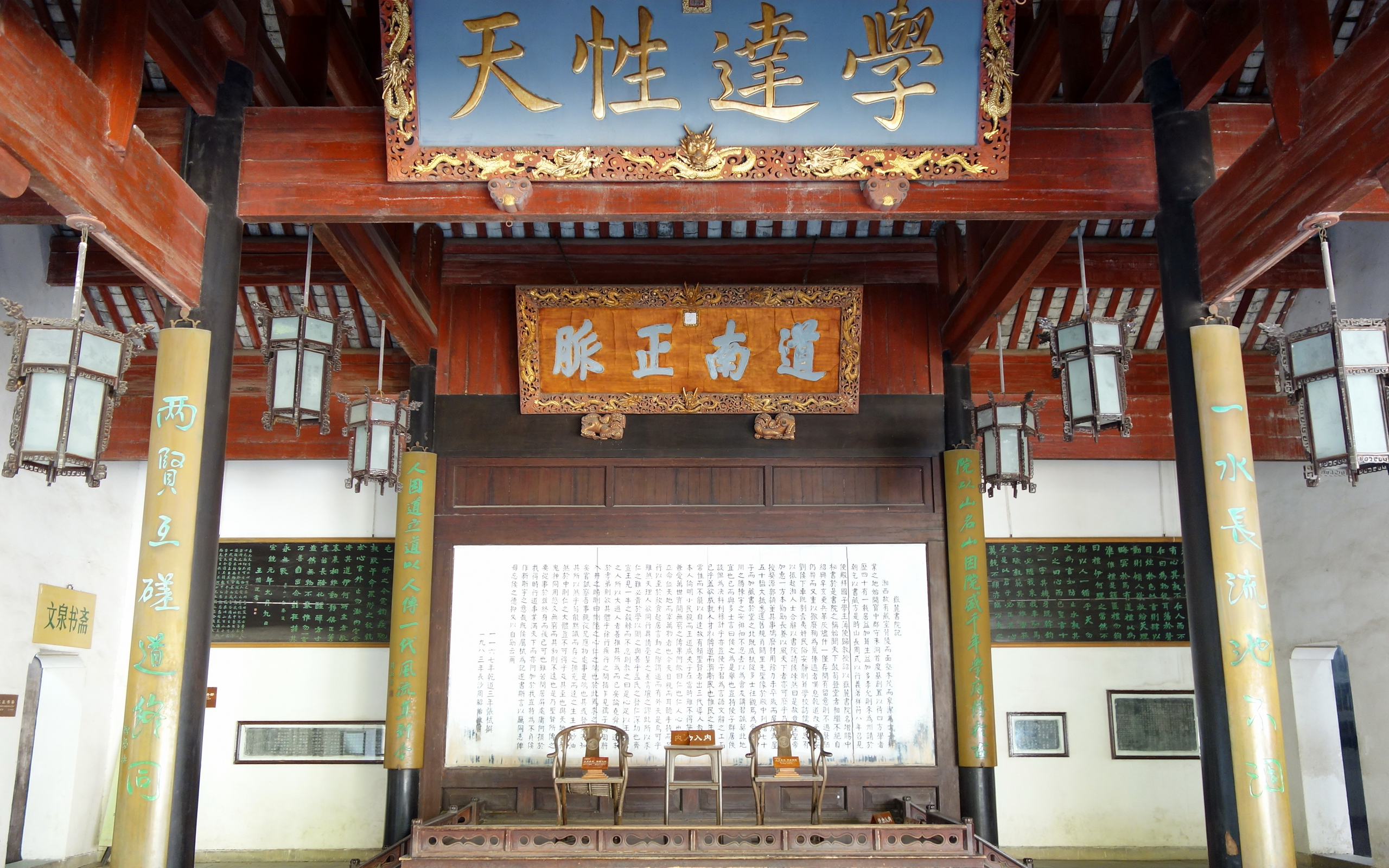
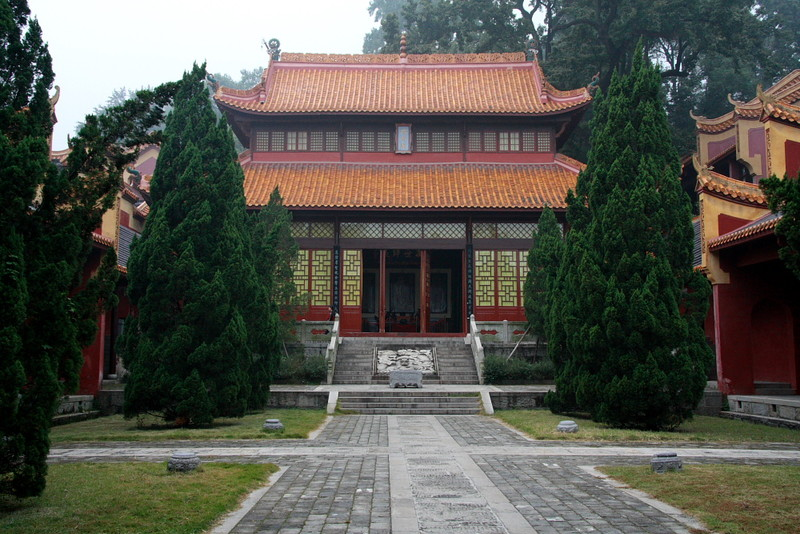
Temple de Confucius
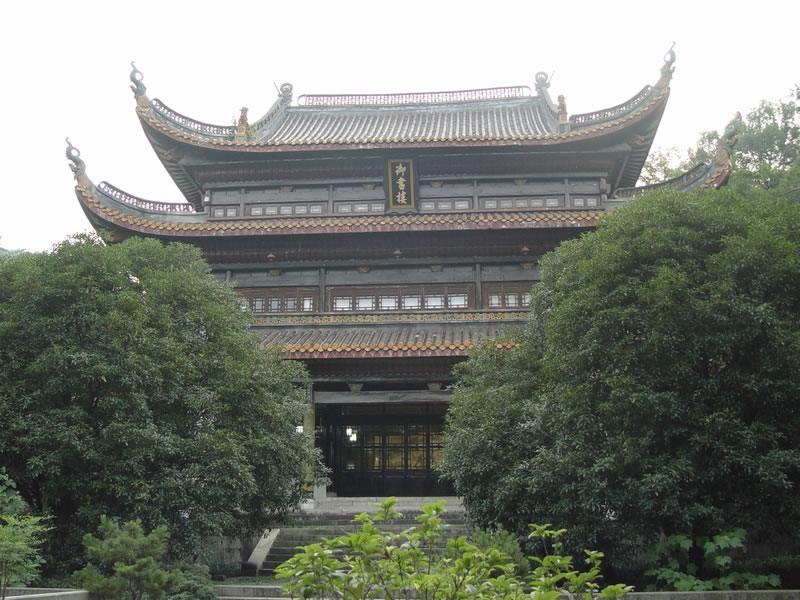
L'académie Yuelu
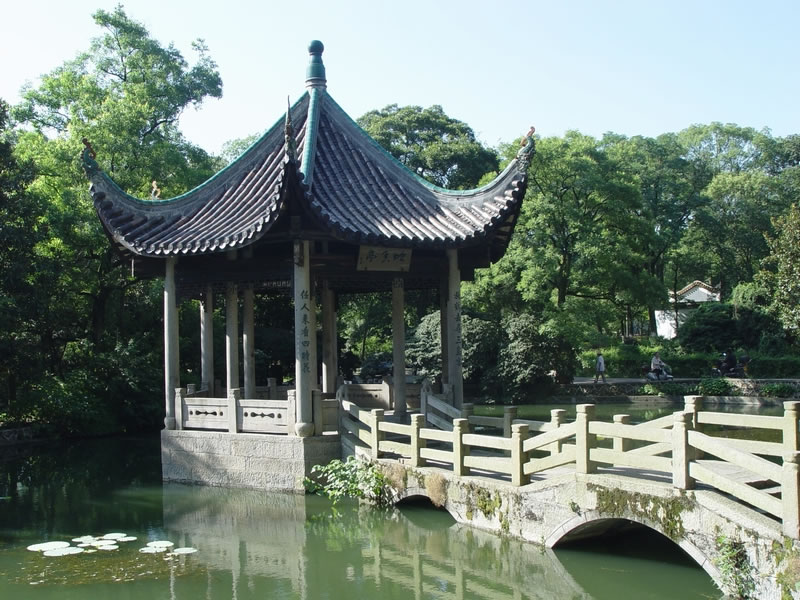
Un pavillon
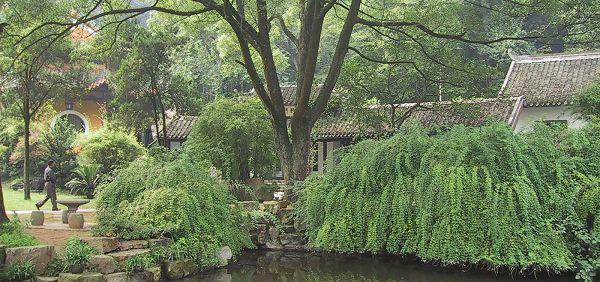
Étang de l'académie Yuelu